# Endre Csehy
Endre Csehy (30. března 1875 – 13. října 1940) byl československý politik maďarské národnosti a meziválečný senátor Národního shromáždění ČSR za Komunistickou stranu Československa na Podkarpatské Rusi.

## Biografie
Profesí byl zemědělcem v Berehovu.
Po doplňovacích parlamentních volbách na Podkarpatské Rusi v roce 1924 získal senátorské křeslo v Národním shromáždění. Znovu se do senátu krátce dostal po parlamentních volbách v roce 1929, když v roce 1934 nastoupil jako náhradník poté, co o mandát přišel Ivan Lokota.